# Torymus bedeguaris
Torymus bedeguaris is een vliesvleugelig insect uit de familie Torymidae. De wetenschappelijke naam werd gepubliceerd in 1758 door Carl Linnaeus in de tiende editie van Systema naturae.